# Erotofonofilia
Erotofonofilia é a parafilia em que a excitação do indivíduo ocorre com a possibilidade de matar o companheiro, coincidindo essa morte com o próprio orgasmo. É, muitas vezes, observada em serial killers.